# Montherlant
Montherlant war eine bis 2014 selbständige französische Gemeinde im Département Oise in der Region Hauts-de-France. Mit Wirkung vom 1. Januar 2015 wurde sie in die Nachbargemeinde Saint-Crépin-Ibouvillers integriert.

## Geographie
Die historisch zum Pays de Thelle gehörende, westlich der Autoroute A16 gelegene Ort liegt rund neun Kilometer nordwestlich von Méru an der Départementsstraße D129.

## Geschichte
Von 1826 bis 1832 bildete die heutige Nachbargemeinde Pouilly einen Teil der ehemaligen Gemeinde.

## Sehenswürdigkeiten

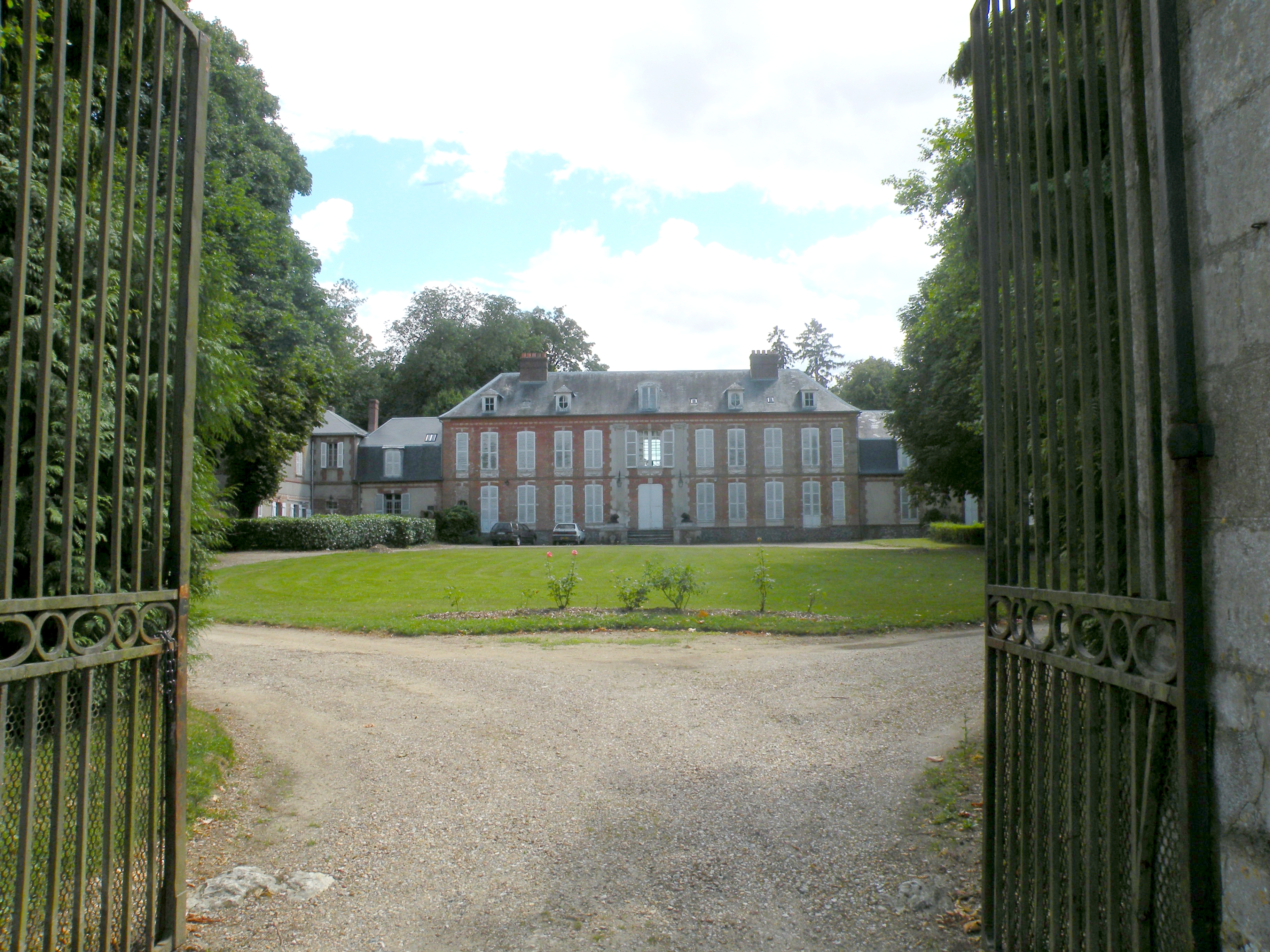
Das Schloss

- Die Mariä-Himmelfahrts-Kirche aus dem 15. und 18. Jahrhundert, 1970 als Monument historique eingetragen.[1][2]
- Das Schloss von Montherlant, einst im Besitz der Familie de Montherlant, 2003 als Monument historique eingetragen.[3]
- Ruinen des Schlosses Château de Pontavesne

## Persönlichkeiten
- François Millon de Montherlant (1723–1794), Abgeordneter der Generalstände von 1789, 1794 hingerichtet.